# Franko Luin

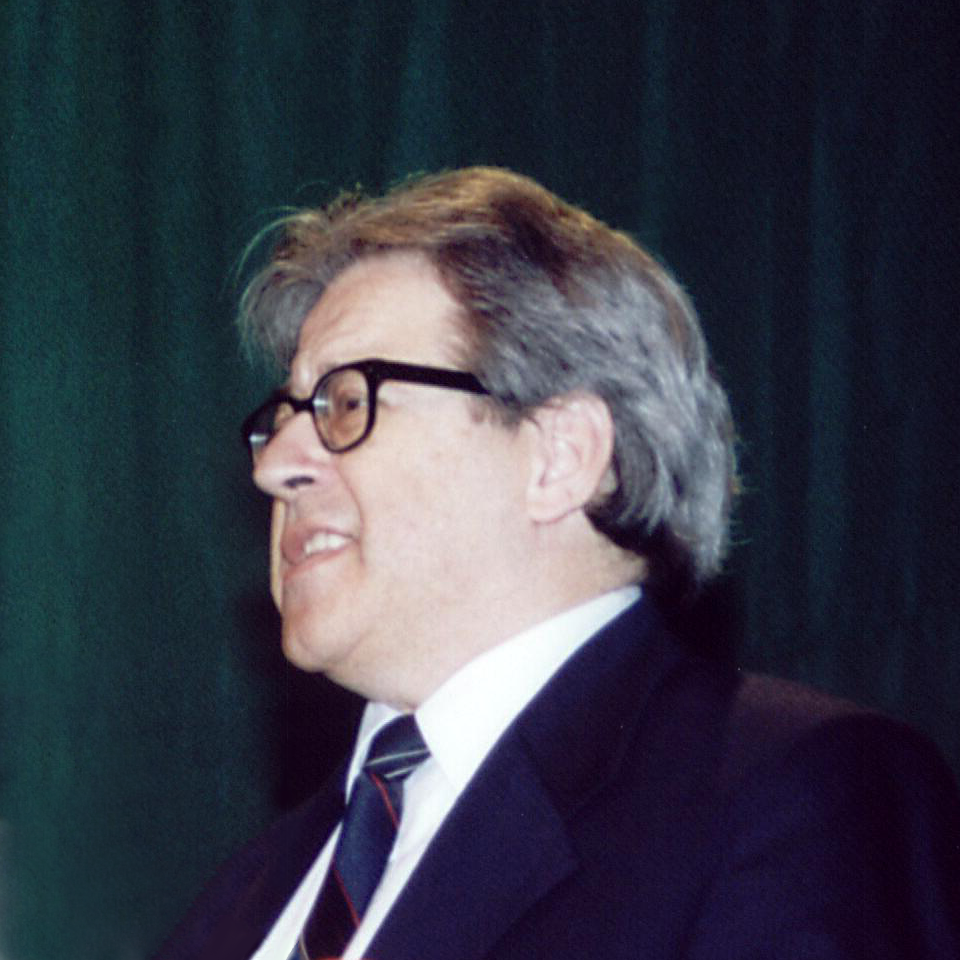
Franko Luin (Esperanto-Weltkongress, Göteborg, 2003).

Franko Luin (auch: Franco Luin, * 6. April 1941 in Triest, Italien; † 15. September 2005 in Tyresö, Schweden) war ein Mediendesigner und Schriftenentwerfer in Schweden. Viele seiner Schriften sind moderne Klassiker geworden.

## Biografie
Luin ist als Sohn slowenischer Eltern in Italien geboren. 1961, im Alter von 20 Jahren, ließ er sich in Schweden nieder. Er begann, ein Interesse für Design, Druck, Typografie und Grafik zu entwickeln. 1967 schloss er ein Studium am Grafiska Institutet in Stockholm ab. In den folgenden zwanzig Jahren arbeitete er als Mediendesigner bei Ericsson in Tyresö, 1989 machte er sich selbständig und begann neben der grafischen Arbeit in seiner neu gegründeten Firma „Omnibus Typografi“ Schriften zu entwerfen. Eine Zeitlang unterrichtete er Web-Typografie an der „Berghs School of Communication“ in Stockholm. In Slowenien ist er als Herausgeber hunderter slowenischer Literaturklassiker in frei zugänglicher digitaler Form bekannt.
Seit seinem 15. Lebensjahr war er an Esperanto interessiert und war viele Jahre im schwedischen Esperanto-Bund aktiv, unter anderem als Vorsitzender und als Redakteur der Mitgliederzeitschrift La Espero. Er benannte auch eine Schrift nach der Plansprache.
Er gehörte der slowenischen Minderheit in Italien an.